# Conquesta carolíngia d'Hispània
La conquesta carolíngia d'Hispània constitueix un dels primers episodis de l'anomenada Reconquesta, durant la qual diversos regnes cristians emprengueren la conquesta de l'Àndalus. La conquesta carolíngia va començar el 759, amb la conquesta d'Arbuna després d'un setge de set anys que significà la fi del valiat d'Arbuna. Anteriorment s'havia produït la conquesta omeia d'Hispània (711-714), després de la qual els sarraïns havien penetrat a la Gàl·lia prosseguint la seva expansió cap al nord. Però els francs aconseguiren aturar la invasió islàmica d'Europa a la batalla de Tours (732) acabdillats per Carles Martell, i a partir d'aleshores els francs començaren a expulsar els musulmans de la Gàl·lia fins a les fronteres d'Hispània.

## Campanya del 778
El 777 els governants iemenites d'Al-Tagr al-Ala, enfrontats al sirià Abd ar-Rahman I, l'emir omeia de Còrdova, es van revoltar i van aliar-se amb Carlemany, qui va acceptar l'oferta dels representants musulmans de Girona, Barcelona i Wasqa, que en la Dieta de Paderborn van oferir els seus territoris a canvi de suport militar. La revolta fou desmantellada, i la fallida campanya contra Saraqusta va acabar amb la mort de Sulayman ibn Yaqdhan al-Kalbí al-Arabí a mans del seu antic aliat Hussayn ibn Yahya al-Ansarí i la derrota dels francs a la batalla de Roncesvalls.

## La presa de Girona
El 785 les mateixes elits locals que havien capitulat davant dels musulmans, lliuraren la ciutat de Djarunda, que estava governada pel valí de Madinat Barshiluna, Matruh ibn Sulayman, a les tropes de Carlemany, que no va intervenir en la campanya. Amb la conquesta de Girona la primera marca va establir els seus límits a la Tordera.
La presa de Girona provocà diverses expedicions musulmanes al territori perdut, entre elles la del 793 dirigida per Abd-al-Màlik ibn Abd-al-Wàhid ibn Mughith, en la qual s'assetjà Girona i Narbona, vencent Guillem I de Tolosa a la batalla d'Orbieu. A continuació es retirà a la Cerdanya.

## Guerra civil a l'emirat a la mort d'Hixam I
A la mort d'Hixam I, l'Emirat de Còrdova estava en ple conflicte, ja que el seu fill Al-Hàkam I estava lluitant contra les pretensions dels seus oncles Sulaymán i Abd-Al·lah ibn Abd-ar-Rahman, que es van rebel·lar a la mort d'Hixam I, i el 798, Guillem de Tolosa, qui en nom de Lluís el Pietós coordinaria les operacions convocant la Dieta de Tolosa a la qual van assistir ambaixadors d'Alfons II d'Astúries i Bahlul Ibn Marzuq per definir els atacs a la frontera d'al-Tagr al-Ala.

## La conquesta de Barcelona
L'any 800, Lluís el Piadós inicià la  conquesta de Barcelona. El valí Sadun al-Ruayni, que havia estat molt compromès en la revolta d'Abd-Al·lah ibn Abd-ar-Rahman havia ofert la ciutat als carolingis, però es va desdir, i per protegir el flanc de l'atac a la ciutat, l'exèrcit va atacar Larida i Wasqa., i es provocà una revolta a Pamplona que acabà amb la sobirania musulmana.
A la tardor del 800, ja assetjada Barcelona amb tropes d'Aquitània, Bascònia, Borgonya i Gòtia i diversa maquinària de setge, el Sadun al-Ruayni, en va fugir per demanar ajuda, i va ser capturat. El capitost musulmà Harun, emparentat amb alguns nobles gots de la ciutat, va assumir el govern interí. Després d'un setge llarg, la fam va fer que els habitants de la Barcelona musulmana, el 3 d'abril del 801, obrissin les portes a les tropes de l'exèrcit cristià de Lluís el Pietós, comandat pel duc Guillem de Tolosa. Els carolingis la convertiren en la capital del Comtat de Barcelona i la incorporaren a la Marca Hispànica. Berà, fill de Guillem de Tolosa, va ésser nomenat primer comte de la ciutat. En aquesta expedició també es conquerí el Castell de Terrassa, el nucli de població més important després de Barcelona i que dominava el Vallès.
La frontera del Llobregat fou fortament reforçada, i posteriorment es van fer tres intents fallits de conquesta de Turtuixa, el 804, 807 i 808, i Wasqa els anys 807 i 812, mentre Al-Hàkam I intentava el 801 recuperar Pamplona sent derrotat en la batalla de Conchas de Arganzón.

## L'avanç fins a l'Ebre
La primera expedició per dur la frontera fins a l'Ebre va ser dirigida per Lluís el Pietós, i va arribar a Tarragona destruint alguns llogarets. Quan Al-Hàkam I va saber de l'atac, va manar l'infant Abd-ar-Rahman ibn al-Hàkam que aplegués les tropes de Saraqusta amb les del valí de Balansiya i fes front a l'invasor. Els francs es van dividir en un lloc anomenat Santa Columba, en dos cossos d'exèrcit. Un estava manat pel mateix Lluís, que va marxar cap a Tortosa, i l'altre estava manat per Berà, Ademar de Narbona i Borrell I d'Osona, cobrint el flanc occidental i havia d'atacar Tortosa des del sud. La secció de Berà va passar l'Ebre prop de la confluència amb el Cinca i arribà a Vila-Rubea, però els atacs dels musulmans els obligaren a retirar-se, a punt de ser aniquilats a un punt anomenat Vallis Ibana, potser Vallibona, prop de Morella. Van poder reunir-se amb Lluís, que mentrestant va estar assetjant Tortosa durant vuit dies sense cap resultat, i tots junts es van retirar cap al nord.
Carlemany va enviar al seu llegat, Ingobert, a Tolosa perquè fos oficialment enviat pel seu fill Lluís el Pietós en una nova expedició al sud de Barcelona. Ingobert va seguir la mateixa tàctica del 804 i va dividir l'exèrcit; el cos que manava ell va marxar contra Tortosa i l'altre cos, manat per Berà i Ademar de Narbona, l'havia de rodejar i atacar pel sud. Segons l'Astrònom, cronista oficial dels francs, a la seva «Vita Hludovici», en creuar les forces de Berà el riu d'amagat amb unes barques preparades, els cavalls ho van fer nedant i les seves defecacions arrossegades pel corrent van ser detectades a Tortosa. El valí d'aquesta ciutat va atacar Berà i Ademar, que van aconseguir escapolir-se amb poques baixes i reunir-se amb l'exèrcit d'Ingobert, però ambdós es van haver de retirar.

## Final de l'expansió
La derrota franca a la batalla de Pancorbo va provocar una revolta dels vascons contra l'hegemonia franca que va establir Ènnec I de Pamplona com a rei de Pamplona. Aquest fet i els fracassos de les temptatives de dur la frontera a l'Ebre amb els atacs a Turtusha van aturar la invasió carolíngia.

## Llegendes
L'empremta de les gestes de Carlemany va ser intensa i potent, en part gràcies a la seva canonització, i així a la Catalunya Vella es conserven força llegendes d'aquest període. Una d'aquestes històries diu que Sant Jaume va interferir en la conquesta en favor de Carlemany, i així va construir un camí a través dels Pirineus perquè els seus exèrcits poguessin arribar fàcilment a Espanya a combatre els sarraïns. Aquest camí, segons la llegenda, és la Via Làctia.